# 2025–2026-os olasz női labdarúgó-bajnokság (első osztály)
A 2025–2026-os olasz női labdarúgó-bajnokság első osztálya (hivatalos nevén: Serie A Femminile eBay) az olasz női labdarúgó-bajnokság 59. szezonja.
A 2025–26-os idénytől kezdődően, az Olasz labdarúgó-szövetség határozata alapján, a Serie A 12 csapattal, míg a Serie B 14 csapattal rendezi meg a bajnoki küzdelmeket.

## A bajnokság csapatai

### Csapatváltozások
| Feljutott az első osztályba | Kiesett a másodosztályba |
| --------------------------- | ------------------------ |
| Ternana Parma Genoa         | Sampdoria                |

### Csapatok adatai
| Klub           | Település | Stadion                                | Férőhely | Vezetőedző             | 2024–25-ös helyezés |
| -------------- | --------- | -------------------------------------- | -------- | ---------------------- | ------------------- |
| Como           | Como      | Stadio Ferruccio                       | 3 700    | Stefano Sottili        | 7.                  |
| Fiorentina     | Firenze   | Stadio Pietro Torrini                  | 850      | Sebastián de la Fuente | 4.                  |
| Genoa          | Genova    | Campo Nazario Gambino                  | 7 000    | Fabio Fossati          | 3. Serie B          |
| Internazionale | Milánó    | Centro Sportivo Giacinto Facchetti     | 3 000    | Gianpiero Piovani      | 2.                  |
| Juventus       | Torino    | Juventus Training Center               | 400      | Massimiliano Canzi     | 1.                  |
| Lazio          | Róma      | Campo sportivo Filiberto De Franceschi | 250      | Gianluca Grassadonia   | 6.                  |
| Milan          | Milánó    | Centro Sportivo Vismara                | 1 200    | Suzanne Bakker         | 5.                  |
| Napoli         | Nápoly    | Stadio Giuseppe Piccolo                | 4 000    | David Sassarini        | 9.                  |
| Parma          | Parma     | Il Noce Stadion                        | 1 100    | Fabio Ulderici         | 2. Serie B          |
| Roma           | Róma      | Stadio Tre Fontane                     | 3 000    | Alessandro Spugna      | 3.                  |
| Sassuolo       | Sassuolo  | Stadio Enzo Ricci                      | 4 000    | Gian Loris Rossi       | 8.                  |
| Ternana        | Terni     | Stadio Moreno Gubbiotti                | 2 649    | Antonio Cincotta       | 1. Serie B          |

### Vezetőedző váltások
| Csapat     | Távozó edző            | Ok               | Dátum           | Poz. | Érkező edző | Dátum |
| ---------- | ---------------------- | ---------------- | --------------- | ---- | ----------- | ----- |
| Fiorentina | Sebastián de la Fuente | elbocsátás       | 2025. május 16. | –    |             |       |
| Roma       | Alessandro Spugna      | közös megegyezés | 2025. május 25. | –    |             |       |

## Tabella
| Hely. | Csapat          | M | Gy | D | V | G+ | G– | Gk | P | Megjegyzés                   |
| ----- | --------------- | - | -- | - | - | -- | -- | -- | - | ---------------------------- |
| 1.    | Como            | 0 | 0  | 0 | 0 | 0  | 0  | 0  | 0 | Bajnokok Ligája (csoportkör) |
| 2.    | Fiorentina      | 0 | 0  | 0 | 0 | 0  | 0  | 0  | 0 | Bajnokok Ligája (2. forduló) |
| 3.    | Genoa Ú         | 0 | 0  | 0 | 0 | 0  | 0  | 0  | 0 | Bajnokok Ligája (2. forduló) |
| 4.    | Internazionale  | 0 | 0  | 0 | 0 | 0  | 0  | 0  | 0 |                              |
| 5.    | Juventus CV KGY | 0 | 0  | 0 | 0 | 0  | 0  | 0  | 0 |                              |
| 6.    | Lazio           | 0 | 0  | 0 | 0 | 0  | 0  | 0  | 0 |                              |
| 7.    | Milan           | 0 | 0  | 0 | 0 | 0  | 0  | 0  | 0 |                              |
| 8.    | Napoli          | 0 | 0  | 0 | 0 | 0  | 0  | 0  | 0 |                              |
| 9.    | Parma Ú         | 0 | 0  | 0 | 0 | 0  | 0  | 0  | 0 |                              |
| 10.   | Roma            | 0 | 0  | 0 | 0 | 0  | 0  | 0  | 0 |                              |
| 11.   | Sassuolo        | 0 | 0  | 0 | 0 | 0  | 0  | 0  | 0 | Serie B                      |
| 12.   | Ternana Ú       | 0 | 0  | 0 | 0 | 0  | 0  | 0  | 0 | Serie B                      |

### Helyezések fordulónként
| Csapat ╲ Forduló | 1    | 2 | 3 | 4 | 5 | 6 | 7 | 8 | 9 | 10 | 11 | 12 | 13 | 14 | 15 | 16 | 17 | 18 | 19 | 20 | 21 | 22 |
| ---------------- | ---- | - | - | - | - | - | - | - | - | -- | -- | -- | -- | -- | -- | -- | -- | -- | -- | -- | -- | -- |
| Csapat ╲ Forduló | Como |   |   |   |   |   |   |   |   |    |    |    |    |    |    |    |    |    |    |    |    |    |
| Fiorentina       |      |   |   |   |   |   |   |   |   |    |    |    |    |    |    |    |    |    |    |    |    |    |
| Genoa            |      |   |   |   |   |   |   |   |   |    |    |    |    |    |    |    |    |    |    |    |    |    |
| Internazionale   |      |   |   |   |   |   |   |   |   |    |    |    |    |    |    |    |    |    |    |    |    |    |
| Juventus         |      |   |   |   |   |   |   |   |   |    |    |    |    |    |    |    |    |    |    |    |    |    |
| Lazio            |      |   |   |   |   |   |   |   |   |    |    |    |    |    |    |    |    |    |    |    |    |    |
| Milan            |      |   |   |   |   |   |   |   |   |    |    |    |    |    |    |    |    |    |    |    |    |    |
| Napoli           |      |   |   |   |   |   |   |   |   |    |    |    |    |    |    |    |    |    |    |    |    |    |
| Parma            |      |   |   |   |   |   |   |   |   |    |    |    |    |    |    |    |    |    |    |    |    |    |
| Roma             |      |   |   |   |   |   |   |   |   |    |    |    |    |    |    |    |    |    |    |    |    |    |
| Sassuolo         |      |   |   |   |   |   |   |   |   |    |    |    |    |    |    |    |    |    |    |    |    |    |
| Ternana          |      |   |   |   |   |   |   |   |   |    |    |    |    |    |    |    |    |    |    |    |    |    |